# Marhancija
Marhancija (lat. Marchantia), biljni rod od pedeset vrsta močvarnih trajnica, smješten u porodicu Marchantiaceae. Poznatija vrsta je jetrica obična (M. polymorpha).
Ostali rodovi koji su u nju uključivani preklasificirani su po drugim porodicama.

## Vrste
1. Marchantia acaulis
2. Marchantia antiqua
3. Marchantia assamica
4. Marchantia balboi
5. Marchantia berteroana
6. Marchantia breviloba
7. Marchantia cagnii
8. Marchantia carrii
9. Marchantia cengiana
10. Marchantia chenopoda
11. Marchantia crenata
12. Marchantia debilis
13. †Marchantia dictyophylla
14. Marchantia emarginata
15. Marchantia foliacea
16. Marchantia formosana
17. Marchantia friedrichsthaliana
18. Marchantia geminata
19. Marchantia globosa
20. Marchantia hartlessiana
21. Marchantia hexaptera
22. Marchantia inflexa
23. Marchantia keniae
24. †Marchantia lignita
25. Marchantia linearis
26. Marchantia longii
27. Marchantia macropora
28. Marchantia miqueliana
29. Marchantia novoguineensis
30. Marchantia paleacea
31. Marchantia papillata
32. Marchantia pappeana
33. Marchantia papyracea
34. Marchantia philippinensis
35. Marchantia pileata
36. Marchantia pinnata
37. Marchantia plicata
38. Marchantia polymorpha
39. Marchantia quadrata
40. Marchantia quadriloba
41. Marchantia romanica
42. Marchantia rubribarba
43. Marchantia sellae
44. †Marchantia sinuata
45. Marchantia solomonensis
46. Marchantia stoloniscyphulus
47. Marchantia streimannii
48. Marchantia subgeminata
49. Marchantia subintegra
50. Marchantia treubii
51. Marchantia tusui
52. Marchantia vitiensis
53. Marchantia wallisii